# Napometa
Genre
Napometa est un genre d'araignées aranéomorphes de la famille des Linyphiidae.

## Distribution
Les espèces de ce genre sont endémiques de l'île de Sainte-Hélène.

## Liste des espèces
Selon World Spider Catalog (version 16.5, 31/10/2015) :
- Napometa sanctaehelenae Benoit, 1977
- Napometa trifididens (O. Pickard-Cambridge, 1873)

## Publication originale
- Benoit, 1977 : Fam. Araneidae. La faune terrestre de l'île de Sainte-Hélène IV. Annales du Musée Royal de l'Afrique Centrale, Tervuren, Belgique Série in Octavo, Sciences Zoologiques, vol. 220, p. 184-188.